# Giai đoạn vòng loại và vòng play-off UEFA Europa Conference League 2021–22
Giai đoạn vòng loại và vòng play-off UEFA Europa Conference League 2021-22 bắt đầu vào ngày 8 tháng 7 và kết thúc vào ngày 26 tháng 8 năm 2021.
Tổng cộng có 163 đội cạnh tranh ở hệ thống vòng loại của UEFA Europa Conference League 2021-22, bao gồm giai đoạn vòng loại và vòng play-off, với 24 đội ở Nhóm các đội vô địch và 139 đội ở Nhóm chính. 22 đội thắng ở vòng play-off đi tiếp vào vòng bảng, cùng 10 đội thua của vòng play-off Europa League.
Thời gian là CEST (UTC+2), như được liệt kê bởi UEFA (giờ địa phương, nếu khác nhau thì được đặt trong dấu ngoặc đơn).

## Các đội bóng

### Nhóm các đội vô địch
Nhóm các đội vô địch bao gồm tất cả các đội vô địch giải vô địch quốc gia mà bị loại từ giai đoạn vòng loại Nhóm các đội vô địch của Champions League và giai đoạn vòng loại Nhóm các đội vô địch của Europa League, và bao gồm các vòng đấu sau:
- Vòng loại thứ hai (18 đội): 18 đội tham dự vào vòng đấu này (bao gồm 15 đội thua của vòng loại thứ nhất Champions League và 3 đội thua của vòng sơ loại Champions League).
- Vòng loại thứ ba (10 đội): 9 đội thắng của vòng loại thứ hai và 1 đội thua của vòng loại thứ nhất Champions League.
- Vòng play-off (10 đội): 5 đội tham dự vào vòng đấu này (bao gồm 5 đội thua của vòng loại thứ ba Europa League Nhóm các đội vô địch), và 5 đội thắng của vòng loại thứ ba.

Dưới đây là các đội tham dự của Nhóm các đội vô địch (với hệ số câu lạc bộ UEFA năm 2021 của họ, tuy nhiên không được sử dụng để xếp hạt giống cho Nhóm các đội vô địch), được xếp nhóm theo vòng đấu bắt đầu của họ.
| Chú thích màu sắc                                 |
| ------------------------------------------------- |
| Đội thắng của vòng play-off đi tiếp vào vòng bảng |
| Đội bị loại                                       |

| Đội                         | Hệ số |
| --------------------------- | ----- |
| Žalgiris[UEL CH Q3]         | 6.500 |
| Flora[UEL CH Q3]            | 6.250 |
| Kairat[UEL CH Q3]           | 6.000 |
| Lincoln Red Imps[UEL CH Q3] | 5.750 |
| Neftçi Baku[UEL CH Q3]      | 5.000 |

| Đội                     | Hệ số |
| ----------------------- | ----- |
| Shamrock Rovers[UCL Q1] | 4.750 |

| Đội                             | Hệ số |
| ------------------------------- | ----- |
| Shkëndija[UCL Q1]               | 9.000 |
| Dinamo Tbilisi[UCL Q1]          | 6.500 |
| Budućnost Podgorica[UCL Q1]     | 6.000 |
| Riga[UCL Q1]                    | 5.500 |
| Linfield[UCL Q1]                | 5.250 |
| Fola Esch[UCL Q1]               | 5.250 |
| Shakhtyor Soligorsk[UCL Q1]     | 5.250 |
| Maccabi Haifa[UCL Q1]           | 4.875 |
| Connah's Quay Nomads[UCL Q1]    | 4.750 |
| Valur[UCL Q1]                   | 4.250 |
| Bodø/Glimt[UCL Q1]              | 4.200 |
| Hibernians[UCL Q1]              | 3.750 |
| Teuta[UCL Q1]                   | 2.750 |
| HB Tórshavn[UCL PR SF]          | 2.250 |
| Prishtina[UCL Q1]               | 2.250 |
| Borac Banja Luka[UCL Q1]        | 1.600 |
| Inter Club d'Escaldes[UCL PR F] | 1.500 |
| Folgore[UCL PR SF]              | 1.000 |

Ghi chú
1. UEL CH Q3 Đội thua của vòng loại thứ ba Europa League (Nhóm các đội vô địch).
2. UCL Q1 Đội thua của vòng loại thứ nhất Champions League.
3. UCL PR F Đội thua của trận chung kết vòng sơ loại Champions League.
4. UCL PR SF Đội thua của các trận bán kết vòng sơ loại Champions League.

### Nhóm chính
Nhóm chính bao gồm tất cả các đội không vô địch giải vô địch quốc gia mà không lọt vào thẳng vòng bảng, và bao gồm các vòng đấu sau:
- Vòng loại thứ nhất (66 đội): 66 đội tham dự vào vòng đấu này.
- Vòng loại thứ hai (90 đội): 57 đội tham dự vào vòng đấu này, và 33 đội thắng của vòng loại thứ nhất.
- Vòng loại thứ ba (54 đội): 9 đội tham dự vào vòng đấu này, và 45 đội thắng của vòng loại thứ hai.
- Vòng play-off (34 đội): 7 đội tham dự vào vòng đấu này (bao gồm 3 đội thua của vòng loại thứ ba Europa League Nhóm chính), và 27 đội thắng của vòng loại thứ ba.

Dưới đây là các đội tham dự của Nhóm chính (với hệ số câu lạc bộ UEFA năm 2021 của họ), được xếp nhóm theo vòng đấu bắt đầu của họ.
| Chú thích màu sắc                                 |
| ------------------------------------------------- |
| Đội thắng của vòng play-off đi tiếp vào vòng bảng |
| Đội bị loại                                       |

| Đội                             | Hệ số  |
| ------------------------------- | ------ |
| Roma                            | 90.000 |
| Tottenham Hotspur               | 88.000 |
| Rennes                          | 19.000 |
| Union Berlin                    | 14.714 |
| Jablonec[UEL MP Q3]             | 7.000  |
| St Johnstone[UEL MP Q3]         | 6.675  |
| Anorthosis Famagusta[UEL MP Q3] | 5.550  |

| Đội               | Hệ số  |
| ----------------- | ------ |
| Anderlecht        | 25.000 |
| LASK              | 21.000 |
| PAOK              | 20.000 |
| Paços de Ferreira | 9.709  |
| Vitesse           | 7.840  |
| Rubin Kazan       | 7.676  |
| Kolos Kovalivka   | 6.620  |
| Trabzonspor       | 6.020  |
| Luzern            | 5.500  |

| Đội                   | Hệ số  |
| --------------------- | ------ |
| Basel                 | 49.000 |
| Copenhagen            | 43.500 |
| Viktoria Plzeň        | 33.500 |
| Gent                  | 26.500 |
| Astana                | 22.500 |
| Feyenoord             | 21.000 |
| Qarabağ               | 21.000 |
| FCSB                  | 21.000 |
| Maccabi Tel Aviv      | 20.500 |
| AEK Athens            | 19.500 |
| Partizan              | 18.000 |
| BATE Borisov          | 17.500 |
| Hapoel Be'er Sheva    | 17.500 |
| Molde                 | 17.000 |
| Rosenborg             | 14.000 |
| Rijeka                | 13.500 |
| Apollon Limassol      | 13.500 |
| Austria Wien          | 10.000 |
| Santa Clara           | 9.709  |
| CSKA Sofia            | 8.000  |
| Hajduk Split          | 8.000  |
| F91 Dudelange         | 8.000  |
| Sochi                 | 7.676  |
| Aberdeen              | 7.500  |
| Olimpija Ljubljana    | 6.750  |
| Hibernian             | 6.675  |
| Vorskla Poltava       | 6.620  |
| Sivasspor             | 6.020  |
| Osijek                | 6.000  |
| Universitatea Craiova | 6.000  |
| AGF                   | 5.575  |
| AEL Limassol          | 5.550  |
| Vaduz                 | 5.500  |
| Vojvodina             | 5.350  |
| Čukarički             | 5.350  |
| Slovácko              | 5.320  |
| Servette              | 5.245  |
| Aris Thessaloniki     | 5.200  |
| Dynamo Brest          | 5.000  |
| DAC Dunajská Streda   | 5.000  |
| Ashdod                | 4.875  |
| Vålerenga             | 4.200  |
| Hammarby IF           | 4.100  |
| BK Häcken             | 4.100  |
| IF Elfsborg           | 4.100  |
| Lokomotiv Plovdiv     | 4.075  |
| Arda                  | 4.075  |
| Sepsi OSK             | 3.640  |
| Keşla                 | 3.375  |
| Sumgayit              | 3.375  |
| Tobol                 | 3.125  |
| Shakhter Karagandy    | 3.125  |
| Újpest                | 3.100  |
| Torpedo-BelAZ Zhodino | 3.050  |
| Raków Częstochowa     | 3.025  |
| Pogoń Szczecin        | 3.025  |
| Panevėžys             | 1.750  |

| Đội                 | Hệ số  |
| ------------------- | ------ |
| Maribor             | 14.000 |
| Fehérvár            | 11.500 |
| Dundalk             | 10.500 |
| Sūduva              | 8.750  |
| The New Saints      | 7.500  |
| Spartak Trnava      | 7.500  |
| Sarajevo            | 6.250  |
| Domžale             | 5.500  |
| KÍ                  | 5.250  |
| KuPS                | 5.000  |
| FH                  | 5.000  |
| Sutjeska            | 4.750  |
| FC Santa Coloma     | 4.500  |
| Partizani           | 4.250  |
| Laçi                | 4.000  |
| Europa              | 4.000  |
| Liepāja             | 4.000  |
| FCI Levadia         | 3.750  |
| Drita               | 3.500  |
| La Fiorita          | 3.250  |
| Stjarnan            | 3.250  |
| Puskás Akadémia     | 3.100  |
| Śląsk Wrocław       | 3.025  |
| Shkupi              | 3.000  |
| Petrocub Hîncești   | 3.000  |
| NSÍ Runavík         | 3.000  |
| Coleraine           | 2.750  |
| Tre Penne           | 2.750  |
| Široki Brijeg       | 2.750  |
| Žilina              | 2.725  |
| Bala Town           | 2.500  |
| Gżira United        | 2.500  |
| Breiðablik          | 2.250  |
| St Joseph's         | 2.250  |
| Milsami Orhei       | 2.250  |
| Urartu              | 2.250  |
| Kauno Žalgiris      | 2.000  |
| RFS                 | 2.000  |
| Inter Turku         | 2.000  |
| Sileks              | 1.750  |
| Racing FC           | 1.650  |
| Swift Hesperange    | 1.650  |
| Velež Mostar        | 1.600  |
| Bohemians           | 1.575  |
| Sligo Rovers        | 1.575  |
| Struga              | 1.525  |
| Sfîntul Gheorghe    | 1.500  |
| Birkirkara          | 1.500  |
| Noah                | 1.475  |
| Valmiera            | 1.475  |
| Ararat Yerevan      | 1.475  |
| Vllaznia            | 1.450  |
| Glentoran           | 1.391  |
| Larne               | 1.391  |
| Dinamo Batumi       | 1.375  |
| Honka               | 1.375  |
| Dila Gori           | 1.375  |
| Gagra               | 1.375  |
| Mosta               | 1.275  |
| Sant Julià          | 1.250  |
| Llapi               | 1.166  |
| Mons Calpe          | 1.133  |
| Paide Linnameeskond | 1.000  |
| Dečić               | 1.000  |
| Podgorica           | 1.000  |
| Newtown             | 1.000  |

Ghi chú
1. UEL MP Q3 Đội thua của vòng loại thứ ba Europa League (Nhóm chính).

## Thể thức
Mỗi cặp đấu được diễn ra theo thể thức hai lượt, với mỗi đội thi đấu một lượt tại sân nhà. Đội nào có tổng tỉ số cao hơn qua hai lượt đi tiếp vào vòng tiếp theo. Nếu tổng tỉ số bằng nhau sau khi kết thúc thời gian thi đấu chính thức của lượt về, luật bàn thắng sân khách không còn được áp dụng bắt đầu từ mùa giải này. Để xác định đội thắng của cặp đấu, hiệp phụ được diễn ra, và nếu số bàn thắng ghi được bởi cả hai đội bằng nhau trong thời gian hiệp phụ, cặp đấu được định đoạt bằng loạt sút luân lưu.

## Lịch thi đấu
Lịch thi đấu của giải đấu như sau (tất cả các lễ bốc thăm được tổ chức tại trụ sở UEFA ở Nyon, Thụy Sĩ).
| Vòng               | Ngày bốc thăm       | Lượt đi             | Lượt về             |
| ------------------ | ------------------- | ------------------- | ------------------- |
| Vòng loại thứ nhất | 15 tháng 6 năm 2021 | 8 tháng 7 năm 2021  | 15 tháng 7 năm 2021 |
| Vòng loại thứ hai  | 16 tháng 6 năm 2021 | 22 tháng 7 năm 2021 | 29 tháng 7 năm 2021 |
| Vòng loại thứ ba   | 19 tháng 7 năm 2021 | 5 tháng 8 năm 2021  | 12 tháng 8 năm 2021 |
| Vòng play-off      | 2 tháng 8 năm 2021  | 19 tháng 8 năm 2021 | 26 tháng 8 năm 2021 |

## Vòng loại thứ nhất
Lễ bốc thăm cho vòng loại thứ nhất được tổ chức vào ngày 15 tháng 6 năm 2021, lúc 13:30 CEST.

### Xếp hạt giống
Tổng cộng có 66 đội thi đấu ở vòng loại thứ nhất. Việc xếp hạt giống của các đội được dựa trên hệ số câu lạc bộ UEFA năm 2021 của họ. Các đội từ cùng hiệp hội không thể được bốc thăm để đối đầu với nhau. Trước lễ bốc thăm, UEFA hình thành tám nhóm, bảy nhóm 8 đội (4 đội hạt giống và 4 đội không hạt giống) và một nhóm 10 đội (5 đội hạt giống và 5 đội không hạt giống), theo như những nguyên tắc được đặt ra bởi Ủy ban giải đấu cấp câu lạc bộ. Số được ấn định trước cho mỗi đội bởi UEFA, với lễ bốc thăm được tổ chức trong hai lượt, một lượt cho các Nhóm 1–7 với 8 đội và một lượt cho Nhóm 8 với 10 đội. Đội đầu tiên được bốc thăm ở mỗi cặp đấu là đội nhà của trận lượt đi.
| Nhóm 1                                                           | Nhóm 1                                                               | Nhóm 2                                                                    | Nhóm 2                                                                      | Nhóm 3                                                              | Nhóm 3                                                                | Nhóm 4                                                                              | Nhóm 4                                                                      |
| Hạt giống                                                        | Không hạt giống                                                      | Hạt giống                                                                 | Không hạt giống                                                             | Hạt giống                                                           | Không hạt giống                                                       | Hạt giống                                                                           | Không hạt giống                                                             |
| ---------------------------------------------------------------- | -------------------------------------------------------------------- | ------------------------------------------------------------------------- | --------------------------------------------------------------------------- | ------------------------------------------------------------------- | --------------------------------------------------------------------- | ----------------------------------------------------------------------------------- | --------------------------------------------------------------------------- |
| - Sūduva (4) - FCI Levadia (1) - Drita (3) - Puskás Akadémia (2) | - St Joseph's (7) - Inter Turku (6) - Valmiera (8) - Dečić (5)       | - Domžale (4) - FC Santa Coloma (2) - La Fiorita (1) - Coleraine (3)      | - Swift Hesperange (8) - Velež Mostar (5) - Birkirkara (7) - Mons Calpe (6) | - Maribor (4) - Partizani (3) - Shkupi (1) - Tre Penne (2)          | - Urartu (8) - Sfîntul Gheorghe (5) - Dinamo Batumi (6) - Llapi (7)   | - Sarajevo (2) - KuPS (3) - Laçi (1) - Žilina (4)                                   | - Milsami Orhei (6) - Noah (5) - Dila Gori (8) - Podgorica (7)              |
| Nhóm 5                                                           | Nhóm 5                                                               | Nhóm 6                                                                    | Nhóm 6                                                                      | Nhóm 7                                                              | Nhóm 7                                                                | Nhóm 8                                                                              | Nhóm 8                                                                      |
| Hạt giống                                                        | Không hạt giống                                                      | Hạt giống                                                                 | Không hạt giống                                                             | Hạt giống                                                           | Không hạt giống                                                       | Hạt giống                                                                           | Không hạt giống                                                             |
| - KÍ (3) - FH (1) - Śląsk Wrocław (2) - Bala Town (4)            | - Rīgas (5) - Sligo Rovers (7) - Larne (8) - Paide Linnameeskond (6) | - Fehérvár (1) - Sutjeska (2) - Petrocub Hîncești (3) - Široki Brijeg (4) | - Sileks (5) - Ararat Yerevan (7) - Vllaznia (8) - Gagra (6)                | - The New Saints (2) - Europa (4) - Stjarnan (1) - Gżira United (3) | - Kauno Žalgiris (8) - Bohemians (7) - Glentoran (6) - Sant Julià (5) | - Dundalk (4) - Spartak Trnava (3) - Liepāja (2) - NSÍ Runavík (1) - Breiðablik (5) | - Racing Luxembourg (9) - Struga (10) - Honka (6) - Mosta (8) - Newtown (7) |

### Tóm tắt
Lượt đi được diễn ra vào ngày 6 và 8 tháng 7, và lượt về được diễn ra vào ngày 13 và 15 tháng 7.
Đội thắng của các cặp đấu đi tiếp vào vòng loại thứ hai Nhóm chính. Đội thua bị loại.
| Đội 1               | TTS         | Đội 2             | Lượt đi | Lượt về      |
| ------------------- | ----------- | ----------------- | ------- | ------------ |
| FCI Levadia         | 4–2         | St Joseph's       | 3–1     | 1–1          |
| Inter Turku         | 1–3         | Puskás Akadémia   | 1–1     | 0–2          |
| Drita               | 3–1         | Dečić             | 2–1     | 1–0          |
| Sūduva              | 2–1         | Valmiera          | 2–1     | 0–0          |
| Birkirkara          | 2–1         | La Fiorita        | 1–0     | 1–1          |
| Mons Calpe          | 1–5         | FC Santa Coloma   | 1–1     | 0–4          |
| Velež Mostar        | 4–2         | Coleraine         | 2–1     | 2–1          |
| Domžale             | 2–1         | Swift Hesperange  | 1–0     | 1–1          |
| Shkupi              | 3–1         | Llapi             | 2–0     | 1–1          |
| Tre Penne           | 0–7         | Dinamo Batumi     | 0–4     | 0–3          |
| Partizani           | 8–4         | Sfîntul Gheorghe  | 5–2     | 3–2          |
| Maribor             | 2–0         | Urartu            | 1–0     | 1–0          |
| Podgorica           | 1–3         | Laçi              | 1–0     | 0–3 (s.h.p.) |
| Milsami Orhei       | 1–0         | Sarajevo          | 0–0     | 1–0          |
| Noah                | 1–5         | KuPS              | 1–0     | 0–5          |
| Žilina              | 6–3         | Dila Gori         | 5–1     | 1–2          |
| FH                  | 3–1         | Sligo Rovers      | 1–0     | 2–1          |
| Paide Linnameeskond | 1–4         | Śląsk Wrocław     | 1–2     | 0–2          |
| Rīgas               | 6–5         | KÍ                | 2–3     | 4–2 (s.h.p.) |
| Bala Town           | 0–2         | Larne             | 0–1     | 0–1          |
| Fehérvár            | 1–3         | Ararat Yerevan    | 1–1     | 0–2          |
| Sutjeska            | 2–1         | Gagra             | 1–0     | 1–1          |
| Sileks              | 1–2         | Petrocub Hîncești | 1–1     | 0–1          |
| Široki Brijeg       | 3–4         | Vllaznia          | 3–1     | 0–3          |
| Stjarnan            | 1–4         | Bohemians         | 1–1     | 0–3          |
| Glentoran           | 1–3         | The New Saints    | 1–1     | 0–2          |
| Sant Julià          | 1–1 (3–5 p) | Gżira United      | 0–0     | 1–1 (s.h.p.) |
| Europa              | 0–2         | Kauno Žalgiris    | 0–0     | 0–2          |
| Dundalk             | 5–0         | Newtown           | 4–0     | 1–0          |
| Mosta               | 3–4         | Spartak Trnava    | 3–2     | 0–2          |
| Liepāja             | 5–2         | Struga            | 1–1     | 4–1          |
| Racing Luxembourg   | 2–5         | Breiðablik        | 2–3     | 0–2          |
| Honka               | 3–1         | NSÍ Runavík       | 0–0     | 3–1          |

1. 1 2 3 4 5 6 7  Thứ tự lượt đấu đảo ngược sau lần bốc thăm ban đầu.

## Vòng loại thứ hai
Lễ bốc thăm cho vòng loại thứ hai được tổ chức vào ngày 16 tháng 6 năm 2021, lúc 13:30 CEST.

### Xếp hạt giống
Tổng cộng có 108 đội thi đấu ở vòng loại thứ hai. Họ được chia làm hai nhóm:
- Nhóm các đội vô địch (18 đội): Các đội bóng mà danh tính của họ không được biết tại thời điểm bốc thăm, được xếp hạt giống như sau:
  - Hạt giống: 15 trong số 16 đội thua của vòng loại thứ nhất UEFA Champions League 2021-22 (1 trong số các đội nhận suât vào thẳng đến vòng loại thứ ba).
  - Không hạt giống: 3 đội thua của vòng sơ loại UEFA Champions League 2021-22.
- Nhóm chính (90 đội): 57 đội tham dự vào vòng đấu này, và 33 đội thắng của vòng loại thứ nhất. Việc xếp hạt giống của các đội được dựa trên hệ số câu lạc bộ UEFA năm 2021 của họ.[3] Đối với các đội thắng của vòng loại thứ nhất mà danh tính của họ không được biết tại thời điểm bốc thăm, hệ số câu lạc bộ của đội còn lại có thứ hạng cao nhất ở mỗi cặp đấu được sử dụng. Các đội từ cùng hiệp hội không thể được bốc thăm để đối đầu với nhau.

Trước lễ bốc thăm, UEFA hình thành ba nhóm ở Nhóm các đội vô địch gồm 5 đội hạt giống và 1 đội không hạt giống, và chín nhóm ở Nhóm chính gồm 5 đội hạt giống và 5 đội không hạt giống, theo như những nguyên tắc được đặt ra bởi Ủy ban giải đấu cấp câu lạc bộ. Ở mỗi nhóm của Nhóm các đội vô địch, trước tiên, một đội hạt giống được bốc thăm để đối đầu với đội không hạt giống duy nhất, và sau đó bốn đội hạt giống còn lại được bốc thăm để đối đầu với nhau. Ở Nhóm chính, số được ấn định trước cho mỗi đội bởi UEFA, với lễ bốc thăm được tổ chức trong một lượt cho các Nhóm 1–9 với 10 đội. Đội đầu tiên được bốc thăm ở mỗi cặp đấu là đội nhà của trận lượt đi.
| Nhóm 1                                                      | Nhóm 1                  | Nhóm 2                                                                                | Nhóm 2          | Nhóm 3                                                               | Nhóm 3          |
| Hạt giống                                                   | Không hạt giống         | Hạt giống                                                                             | Không hạt giống | Hạt giống                                                            | Không hạt giống |
| ----------------------------------------------------------- | ----------------------- | ------------------------------------------------------------------------------------- | --------------- | -------------------------------------------------------------------- | --------------- |
| - Riga - Teuta - Shkëndija - Dinamo Tbilisi - Maccabi Haifa | - Inter Club d'Escaldes | - Shakhtyor Soligorsk - Borac Banja Luka - Linfield - Budućnost Podgorica - Fola Esch | - HB Tórshavn   | - Valur - Bodø/Glimt - Prishtina - Connah's Quay Nomads - Hibernians | - Folgore       |

| Nhóm 1                                                                                           | Nhóm 1                                                                                            | Nhóm 2                                                                             | Nhóm 2                                                                                              | Nhóm 3                                                                                            | Nhóm 3 |
| Hạt giống                                                                                        | Không hạt giống                                                                                   | Hạt giống                                                                          | Không hạt giống                                                                                     | Hạt giống                                                                                         | Không hạt giống                                                                                               |
| ------------------------------------------------------------------------------------------------ | ------------------------------------------------------------------------------------------------- | ---------------------------------------------------------------------------------- | --------------------------------------------------------------------------------------------------- | ------------------------------------------------------------------------------------------------- | --- |
| - FCSB (4) - Hapoel Be'er Sheva (2) - Apollon Limassol (1) - Vorskla Poltava (5) - Čukarički (3) | - KuPS[†] (6) - Arda (10) - Sumgayit (8) - Shakhter Karagandy (9) - Žilina[†] (7)                 | - Astana (4) - Maccabi Tel Aviv (5) - Sochi (3) - Sivasspor (2) - AEL Limassol (1) | - Aris Thessaloniki (9) - Sutjeska[†] (6) - Keşla (8) - Petrocub Hîncești[†] (10) - Vllaznia[†] (7) | - Partizan (1) - BATE Borisov (2) - Dundalk[†] (3) - Milsami Orhei[†] (5) - Rīgas[†] (4)          | - Dunajská Streda (7) - IF Elfsborg (6) - FCI Levadia[†] (8) - Puskás Akadémia[†] (9) - Dinamo Batumi[†] (10) |
| Nhóm 4                                                                                           | Nhóm 4                                                                                            | Nhóm 5                                                                             | Nhóm 5                                                                                              | Nhóm 6                                                                                            | Nhóm 6 |
| Hạt giống                                                                                        | Không hạt giống                                                                                   | Hạt giống                                                                          | Không hạt giống                                                                                     | Hạt giống                                                                                         | Không hạt giống                                                                                               |
| - Viktoria Plzeň (4) - Rijeka (5) - CSKA Sofia (3) - The New Saints[†] (2) - Domžale[†] (1)      | - Dynamo Brest (9) - Kauno Žalgiris[†] (10) - Liepāja[†] (8) - Honka[†] (7) - Gżira United[†] (6) | - Gent (1) - Santa Clara (5) - F91 Dudelange (3) - Hibernian (4) - AGF (2)         | - FC Santa Coloma[†] (9) - Vålerenga (7) - Bohemians[†] (8) - Shkupi[†] (6) - Larne[†] (10)         | - Qarabağ (4) - AEK Athens (5) - Ararat Yerevan[†] (1) - Universitatea Craiova (3) - Slovácko (2) | - Ashdod (9) - Lokomotiv Plovdiv (10) - Laçi[†] (8) - Śląsk Wrocław[†] (7) - Velež Mostar[†] (6)              |
| Nhóm 7                                                                                           | Nhóm 7                                                                                            | Nhóm 8                                                                             | Nhóm 8                                                                                              | Nhóm 9                                                                                            | Nhóm 9 |
| Hạt giống                                                                                        | Không hạt giống                                                                                   | Hạt giống                                                                          | Không hạt giống                                                                                     | Hạt giống                                                                                         | Không hạt giống                                                                                               |
| - Basel (4) - Feyenoord (5) - Austria Wien (1) - Olimpija Ljubljana (3) - Osijek (2)             | - Partizani[†] (9) - Drita[†] (6) - Birkirkara[†] (8) - Pogoń Szczecin (10) - Breiðablik[†] (7)   | - Molde (4) - Maribor[†] (5) - Sūduva[†] (1) - Spartak Trnava[†] (3) - Vaduz (2)   | - Servette (9) - Hammarby IF (6) - Sepsi OSK (8) - Újpest (10) - Raków Częstochowa (7)              | - Copenhagen (4) - Rosenborg (5) - Hajduk Split (1) - Aberdeen (3) - Vojvodina (2)                | - FH[†] (6) - BK Häcken (8) - Tobol (7) - Torpedo-BelAZ Zhodino (9) - Panevėžys (10)                          |

Ghi chú
1. † Đội thắng của vòng loại thứ nhất mà danh tính của họ không được biết tại thời điểm bốc thăm. Các đội được thể hiện bằng chữ in nghiêng đánh bại đội với hệ số cao hơn, qua đó chiếm lấy hệ số của đối thủ của họ ở lễ bốc thăm.

### Tóm tắt
Lượt đi được diễn ra vào ngày 20, 21 và 22 tháng 7, và lượt về được diễn ra vào ngày 27 và 29 tháng 7.
Đội thắng của các cặp đấu đi tiếp vào vòng loại thứ ba thuộc nhóm tương ứng của các đội. Đội thua bị loại.
| Đội 1               | TTS | Đội 2                 | Lượt đi | Lượt về      |
| ------------------- | --- | --------------------- | ------- | ------------ |
| Shamrock Rovers     | Bye | N/A                   | –       | –            |
| Teuta               | 3–2 | Inter Club d'Escaldes | 0–2     | 3–0 (s.h.p.) |
| Riga                | 3–0 | Shkëndija             | 2–0     | 1–0          |
| Dinamo Tbilisi      | 2–7 | Maccabi Haifa         | 1–2     | 1–5          |
| HB Tórshavn         | 6–0 | Budućnost Podgorica   | 4–0     | 2–0          |
| Linfield            | 4–0 | Borac Banja Luka      | 4–0     | 0–0          |
| Shakhtyor Soligorsk | 1–3 | Fola Esch             | 1–2     | 0–1          |
| Folgore             | 3–7 | Hibernians            | 1–3     | 2–4          |
| Prishtina           | 6–5 | Connah's Quay Nomads  | 4–1     | 2–4          |
| Valur               | 0–6 | Bodø/Glimt            | 0–3     | 0–3          |

| Đội 1              | TTS         | Đội 2                 | Lượt đi | Lượt về      |
| ------------------ | ----------- | --------------------- | ------- | ------------ |
| KuPS               | 5–4         | Vorskla Poltava       | 2–2     | 3–2 (s.h.p.) |
| FCSB               | 2–2 (3–5 p) | Shakhter Karagandy    | 1–0     | 1–2 (s.h.p.) |
| Arda               | 0–6         | Hapoel Be'er Sheva    | 0–2     | 0–4          |
| Apollon Limassol   | 3–5         | Žilina                | 1–3     | 2–2          |
| Čukarički          | 2–0         | Sumgayit              | 0–0     | 2–0          |
| Sutjeska           | 1–3         | Maccabi Tel Aviv      | 0–0     | 1–3          |
| Astana             | 3–2         | Aris Thessaloniki     | 2–0     | 1–2 (s.h.p.) |
| Petrocub Hîncești  | 0–2         | Sivasspor             | 0–1     | 0–1          |
| AEL Limassol       | 2–0         | Vllaznia              | 1–0     | 1–0          |
| Sochi              | 7–2         | Keşla                 | 3–0     | 4–2          |
| IF Elfsborg        | 9–0         | Milsami Orhei         | 4–0     | 5–0          |
| Rīgas              | 5–0         | Puskás Akadémia       | 3–0     | 2–0          |
| Dinamo Batumi      | 4–2         | BATE Borisov          | 0–1     | 4–1          |
| Partizan           | 3–0         | DAC Dunajská Streda   | 1–0     | 2–0          |
| Dundalk            | 4–3         | FCI Levadia           | 2–2     | 2–1          |
| Gżira United       | 0–3         | Rijeka                | 0–2     | 0–1          |
| Viktoria Plzeň     | 4–2         | Dynamo Brest          | 2–1     | 2–1          |
| Kauno Žalgiris     | 1–10        | The New Saints        | 0–5     | 1–5          |
| Domžale            | 2–1         | Honka                 | 1–1     | 1–0          |
| CSKA Sofia         | 0–0 (3–1 p) | Liepāja               | 0–0     | 0–0 (s.h.p.) |
| Shkupi             | 0–5         | Santa Clara           | 0–3     | 0–2          |
| Hibernian          | 5–1         | FC Santa Coloma       | 3–0     | 2–1          |
| Larne              | 3–2         | AGF                   | 2–1     | 1–1          |
| Gent               | 4–2         | Vålerenga             | 4–0     | 0–2          |
| F91 Dudelange      | 0–4         | Bohemians             | 0–1     | 0–3          |
| Velež Mostar       | 2–2 (3–2 p) | AEK Athens            | 2–1     | 0–1 (s.h.p.) |
| Qarabağ            | 1–0         | Ashdod                | 0–0     | 1–0          |
| Lokomotiv Plovdiv  | 1–1 (3–2 p) | Slovácko              | 1–0     | 0–1 (s.h.p.) |
| Ararat Yerevan     | 5–7         | Śląsk Wrocław         | 2–4     | 3–3          |
| Laçi               | 1–0         | Universitatea Craiova | 1–0     | 0–0          |
| Drita              | 2–3         | Feyenoord             | 0–0     | 2–3          |
| Basel              | 5–0         | Partizani             | 3–0     | 2–0          |
| Pogoń Szczecin     | 0–1         | Osijek                | 0–0     | 0–1          |
| Austria Wien       | 2–3         | Breiðablik            | 1–1     | 1–2          |
| Olimpija Ljubljana | 1–1 (5–4 p) | Birkirkara            | 1–0     | 0–1 (s.h.p.) |
| Hammarby IF        | 4–1         | Maribor               | 3–1     | 1–0          |
| Molde              | 3–2         | Servette              | 3–0     | 0–2          |
| Újpest             | 5–2         | Vaduz                 | 2–1     | 3–1          |
| Sūduva             | 0–0 (3–4 p) | Raków Częstochowa     | 0–0     | 0–0 (s.h.p.) |
| Spartak Trnava     | 1–1 (4–3 p) | Sepsi OSK             | 0–0     | 1–1 (s.h.p.) |
| FH                 | 1–6         | Rosenborg             | 0–2     | 1–4          |
| Copenhagen         | 9–1         | Torpedo-BelAZ Zhodino | 4–1     | 5–0          |
| Panevėžys          | 0–2         | Vojvodina             | 0–1     | 0–1          |
| Hajduk Split       | 3–4         | Tobol                 | 2–0     | 1–4 (s.h.p.) |
| Aberdeen           | 5–3         | BK Häcken             | 5–1     | 0–2          |

1. 1 2  Thứ tự lượt đấu đảo ngược sau lần bốc thăm ban đầu.

## Vòng loại thứ ba
Lễ bốc thăm cho vòng loại thứ ba được tổ chức vào ngày 19 tháng 7 năm 2021, lúc 13:00 CEST.

### Xếp hạt giống
Tổng cộng có 64 đội thi đấu ở vòng loại thứ ba. Họ được chia làm hai nhóm:
- Nhóm các đội vô địch (10 đội): 9 đội thắng của vòng loại thứ hai (Nhóm các đội vô địch) mà danh tính của họ không được biết tại thời điểm bốc thăm, và 1 đội thua từ vòng loại thứ nhất của Champions League nhận suất vào thẳng vòng đấu này (Shamrock Rovers). Không có đội hạt giống. Các đội từ Bosnia-Herzegovina và Kosovo không thể được bốc thăm để đối đầu với nhau, do đó đội thắng của các cặp đấu giữa Borac Banja Luka/Linfield và Prishtina/Connah's Quay Nomads không thể được bốc thăm để đối đầu với nhau.
- Nhóm chính (54 đội): 9 đội tham dự vào vòng đấu này, và 45 đội thắng của vòng loại thứ hai (Nhóm chính). Việc xếp hạt giống của các đội được dựa trên hệ số câu lạc bộ UEFA năm 2021 của họ.[3] Đối với các đội thắng của vòng loại thứ hai mà danh tính của họ không được biết tại thời điểm bốc thăm, hệ số câu lạc bộ của đội còn lại có thứ hạng cao nhất ở mỗi cặp đấu được sử dụng. Các đội từ cùng hiệp hội không thể được bốc thăm để đối đầu với nhau.

Trước lễ bốc thăm, UEFA hình thành bảy nhóm ở Nhóm chính, sáu nhóm gồm 4 đội hạt giống và 4 đội không hạt giống, và một nhóm gồm 3 đội hạt giống và 3 đội không hạt giống, theo như những nguyên tắc được đặt ra bởi Ủy ban giải đấu cấp câu lạc bộ. Ở Nhóm chính, số được ấn định trước cho mỗi đội bởi UEFA, với lễ bốc thăm được tổ chức trong hai lượt, một lượt cho các Nhóm 1–6 với 8 đội và một lượt cho Nhóm 7 với 6 đội. Đội đầu tiên được bốc thăm ở mỗi cặp đấu là đội nhà của trận lượt đi.
| - Riga - Maccabi Haifa - HB Tórshavn - Linfield - Fola Esch - Shamrock Rovers - Prishtina - Bodø/Glimt - Hibernians - Teuta |

| Nhóm 1                                                                               | Nhóm 1                                                                         | Nhóm 2                                                                                | Nhóm 2                                                                                 | Nhóm 3                                                                   | Nhóm 3                                                        | Nhóm 4                                                                | Nhóm 4                                                                         |
| Hạt giống                                                                            | Không hạt giống                                                                | Hạt giống                                                                             | Không hạt giống                                                                        | Hạt giống                                                                | Không hạt giống                                               | Hạt giống                                                             | Không hạt giống                                                                |
| ------------------------------------------------------------------------------------ | ------------------------------------------------------------------------------ | ------------------------------------------------------------------------------------- | -------------------------------------------------------------------------------------- | ------------------------------------------------------------------------ | ------------------------------------------------------------- | --------------------------------------------------------------------- | ------------------------------------------------------------------------------ |
| - Astana[†] (4) - Partizan[†] (3) - Hapoel Be'er Sheva[†] (1) - Dinamo Batumi[†] (2) | - Sochi[†] (5) - KuPS[†] (6) - Sivasspor[†] (7) - Śląsk Wrocław[†] (8)         | - Basel[†] (4) - Shakhter Karagandy[†] (1) - Velež Mostar[†] (3) - Santa Clara[†] (2) | - Olimpija Ljubljana[†] (7) - Kolos Kovalivka (8) - Újpest[†] (6) - IF Elfsborg[†] (5) | - Gent[†] (3) - Feyenoord[†] (4) - Rijeka[†] (1) - Paços de Ferreira (2) | - Hibernian[†] (8) - Larne[†] (7) - Luzern (6) - Rīgas[†] (5) | - Viktoria Plzeň[†] (1) - PAOK (3) - Molde[†] (4) - Breiðablik[†] (2) | - Bohemians[†] (5) - Aberdeen[†] (7) - The New Saints[†] (8) - Trabzonspor (6) |
| Nhóm 5                                                                               | Nhóm 5                                                                         | Nhóm 6                                                                                | Nhóm 6                                                                                 | Nhóm 7                                                                   | Nhóm 7                                                        |                                                                       |                                                                                |
| Hạt giống                                                                            | Không hạt giống                                                                | Hạt giống                                                                             | Không hạt giống                                                                        | Hạt giống                                                                | Không hạt giống                                               |                                                                       |                                                                                |
| - Copenhagen[†] (4) - Hammarby IF[†] (3) - Žilina[†] (1) - Raków Częstochowa[†] (2)  | - Tobol[†] (8) - Rubin Kazan (7) - Čukarički[†] (5) - Lokomotiv Plovdiv[†] (6) | - LASK (4) - Qarabağ[†] (3) - Maccabi Tel Aviv[†] (1) - CSKA Sofia[†] (2)             | - Spartak Trnava[†] (8) - Osijek[†] (7) - AEL Limassol[†] (5) - Vojvodina[†] (6)       | - Anderlecht (3) - Rosenborg[†] (2) - Dundalk[†] (1)                     | - Vitesse (4) - Laçi[†] (6) - Domžale[†] (5)                  |                                                                       |                                                                                |

Ghi chú
1. † Đội thắng của vòng loại thứ hai mà danh tính của họ không được biết tại thời điểm bốc thăm. Các đội được thể hiện bằng chữ in nghiêng đánh bại đội với hệ số cao hơn, qua đó chiếm lấy hệ số của đối thủ của họ ở lễ bốc thăm.

### Tóm tắt
Lượt đi được diễn ra vào ngày 3 và 5 tháng 8, và lượt về được diễn ra vào ngày 10 và 12 tháng 8.
Đội thắng của các cặp đấu đi tiếp vào vòng play-off thuộc nhóm tương ứng của các đội. Đội thua bị loại.
| Đội 1           | TTS | Đội 2       | Lượt đi | Lượt về      |
| --------------- | --- | ----------- | ------- | ------------ |
| Maccabi Haifa   | 7–3 | HB Tórshavn | 7–2     | 0–1          |
| Linfield        | 2–4 | Fola Esch   | 1–2     | 1–2          |
| Shamrock Rovers | 3–0 | Teuta       | 1–0     | 2–0          |
| Riga            | 4–2 | Hibernians  | 0–1     | 4–1 (s.h.p.) |
| Prishtina       | 2–3 | Bodø/Glimt  | 2–1     | 0–2          |

| Đội 1             | TTS         | Đội 2              | Lượt đi | Lượt về      |
| ----------------- | ----------- | ------------------ | ------- | ------------ |
| Dinamo Batumi     | 2–3         | Sivasspor          | 1–2     | 1–1 (s.h.p.) |
| KuPS              | 5–4         | Astana             | 1–1     | 4–3          |
| Sochi             | 3–3 (2–4 p) | Partizan           | 1–1     | 2–2 (s.h.p.) |
| Śląsk Wrocław     | 2–5         | Hapoel Be'er Sheva | 2–1     | 0–4          |
| Santa Clara       | 3–0         | Olimpija Ljubljana | 2–0     | 1–0          |
| Újpest            | 1–6         | Basel              | 1–2     | 0–4          |
| IF Elfsborg       | 5–2         | Velež Mostar       | 1–1     | 4–1          |
| Kolos Kovalivka   | 0–0 (1–3 p) | Shakhter Karagandy | 0–0     | 0–0 (s.h.p.) |
| Paços de Ferreira | 4–1         | Larne              | 4–0     | 0–1          |
| Luzern            | 0–6         | Feyenoord          | 0–3     | 0–3          |
| Gent              | 3–2         | RFS                | 2–2     | 1–0          |
| Hibernian         | 2–5         | Rijeka             | 1–1     | 1–4          |
| Breiðablik        | 3–5         | Aberdeen           | 2–3     | 1–2          |
| Trabzonspor       | 4–4 (4–3 p) | Molde              | 3–3     | 1–1 (s.h.p.) |
| Bohemians         | 2–3         | PAOK               | 2–1     | 0–2          |
| The New Saints    | 5–5 (1–4 p) | Viktoria Plzeň     | 4–2     | 1–3 (s.h.p.) |
| Raków Częstochowa | 1–0         | Rubin Kazan        | 0–0     | 1–0 (s.h.p.) |
| Lokomotiv Plovdiv | 3–5         | Copenhagen         | 1–1     | 2–4          |
| Čukarički         | 4–6         | Hammarby IF        | 3–1     | 1–5          |
| Tobol             | 0–6         | Žilina             | 0–1     | 0–5          |
| CSKA Sofia        | 5–3         | Osijek             | 4–2     | 1–1          |
| Vojvodina         | 1–7         | LASK               | 0–1     | 1–6          |
| AEL Limassol      | 1–2         | Qarabağ            | 1–1     | 0–1          |
| Spartak Trnava    | 0–1         | Maccabi Tel Aviv   | 0–0     | 0–1          |
| Rosenborg         | 8–2         | Domžale            | 6–1     | 2–1          |
| Laçi              | 1–5         | Anderlecht         | 0–3     | 1–2          |
| Vitesse           | 4–3         | Dundalk            | 2–2     | 2–1          |

## Vòng play-off
Lễ bốc thăm cho vòng play-off được tổ chức vào ngày 2 tháng 8 năm 2021, lúc 13:00 CEST.

### Xếp hạt giống
Tổng cộng có 44 đội thi đấu ở vòng play-off. Họ được chia làm hai nhóm:
- Nhóm các đội vô địch (10 đội): Các đội bóng mà danh tính của họ không được biết tại thời điểm bốc thăm, được xếp hạt giống như sau:
  - Hạt giống: 5 đội thua của vòng loại thứ ba UEFA Europa League 2021-22 (Nhóm các đội vô địch).
  - Không hạt giống: 5 đội thắng của vòng loại thứ ba (Nhóm các đội vô địch).
- Nhóm chính (34 đội): 4 đội tham dự vào vòng đấu này, 27 đội thắng của vòng loại thứ ba (Nhóm chính), và 3 đội thua của vòng loại thứ ba UEFA Europa League 2021-22 (Nhóm chính). Việc xếp hạt giống của các đội được dựa trên hệ số câu lạc bộ UEFA năm 2021 của họ.[3] Đối với các đội thắng của vòng loại thứ ba và các đội thua của vòng loại thứ ba Europa League mà danh tính của họ không được biết tại thời điểm bốc thăm, hệ số câu lạc bộ của đội còn lại có thứ hạng cao nhất được sử dụng. Các đội từ cùng hiệp hội không thể được bốc thăm để đối đầu với nhau.

Trước lễ bốc thăm, UEFA hình thành bốn nhóm ở Nhóm chính, ba nhóm gồm 4 đội hạt giống và 4 đội không hạt giống, và một nhóm gồm 5 đội hạt giống và 5 đội không hạt giống, theo như những nguyên tắc được đặt ra bởi Ủy ban giải đấu cấp câu lạc bộ. Ở Nhóm chính, số được ấn định trước cho mỗi đội bởi UEFA, với lễ bốc thăm được tổ chức trong hai lượt, một lượt cho các Nhóm 1–3 với 8 đội và một lượt cho Nhóm 4 với 10 đội. Đội đầu tiên được bốc thăm ở mỗi cặp đấu là đội nhà của trận lượt đi.
| Hạt giống                                                                   | Không hạt giống                                                                  |
| --------------------------------------------------------------------------- | -------------------------------------------------------------------------------- |
| - Lincoln Red Imps[†] - Žalgiris[†] - Kairat[†] - Flora[†] - Neftçi Baku[†] | - Riga[‡] - Fola Esch[‡] - Maccabi Haifa[‡] - Shamrock Rovers[‡] - Bodø/Glimt[‡] |

Ghi chú
1. † Đội thua của vòng loại thứ ba Europa League (Nhóm các đội vô địch).
2. ‡ Đội thắng của vòng loại thứ ba (Nhóm các đội vô địch) mà danh tính của họ không được biết tại thời điểm bốc thăm.

| Nhóm 1                                                                          | Nhóm 1                                                                                | Nhóm 2                                                                   | Nhóm 2                                                                                | Nhóm 3                                                       | Nhóm 3                                                                             | Nhóm 4                                                                                         | Nhóm 4 |
| Hạt giống                                                                       | Không hạt giống                                                                       | Hạt giống                                                                | Không hạt giống                                                                       | Hạt giống                                                    | Không hạt giống                                                                    | Hạt giống                                                                                      | Không hạt giống                                                                                             |
| ------------------------------------------------------------------------------- | ------------------------------------------------------------------------------------- | ------------------------------------------------------------------------ | ------------------------------------------------------------------------------------- | ------------------------------------------------------------ | ---------------------------------------------------------------------------------- | ---------------------------------------------------------------------------------------------- | --- |
| - Tottenham Hotspur (4) - Basel[‡] (1) - Viktoria Plzeň[‡] (3) - Qarabağ[‡] (2) | - Paços de Ferreira[‡] (6) - CSKA Sofia[‡] (5) - Aberdeen[‡] (7) - Hammarby IF[‡] (8) | - Anderlecht[‡] (1) - LASK[‡] (3) - Maccabi Tel Aviv[‡] (4) - Rennes (2) | - St Johnstone[†] (5) - Rosenborg[‡] (7) - Vitesse[‡] (8) - Shakhter Karagandy[‡] (6) | - Gent[‡] (4) - KuPS[‡] (1) - Feyenoord[‡] (3) - PAOK[‡] (2) | - Union Berlin (8) - Rijeka[‡] (7) - Raków Częstochowa[‡] (6) - IF Elfsborg[‡] (5) | - Roma (4) - Copenhagen[‡] (3) - Jablonec[†] (1) - Partizan[‡] (2) - Hapoel Be'er Sheva[‡] (5) | - Trabzonspor[‡] (10) - Anorthosis Famagusta[†] (6) - Santa Clara[‡] (8) - Sivasspor[‡] (9) - Žilina[‡] (7) |

Ghi chú
1. † Đội thua của vòng loại thứ hai Europe League (Nhóm chính).
2. ‡ Đội thắng của vòng loại thứ ba (Nhóm chính) mà danh tính của họ không được biết tại thời điểm bốc thăm.

### Tóm tắt
Lượt đi được diễn ra vào ngày 19 tháng 8, và lượt về được diễn ra vào ngày 26 tháng 8 năm 2021.
Đội thắng của các cặp đấu đi tiếp vào vòng bảng. Đội thua bị loại.
| Đội 1       | TTS | Đội 2            | Lượt đi | Lượt về      |
| ----------- | --- | ---------------- | ------- | ------------ |
| Žalgiris    | 2–3 | Bodø/Glimt       | 2–2     | 0–1          |
| Neftçi Baku | 3–7 | Maccabi Haifa    | 3–3     | 0–4          |
| Flora       | 5–2 | Shamrock Rovers  | 4–2     | 1–0          |
| Riga        | 2–4 | Lincoln Red Imps | 1–1     | 1–3 (s.h.p.) |
| Fola Esch   | 2–7 | Kairat           | 1–4     | 1–3          |

| Đội 1              | TTS         | Đội 2                | Lượt đi | Lượt về      |
| ------------------ | ----------- | -------------------- | ------- | ------------ |
| Qarabağ            | 4–1         | Aberdeen             | 1–0     | 3–1          |
| Basel              | 4–4 (4–3 p) | Hammarby IF          | 3–1     | 1–3 (s.h.p.) |
| Viktoria Plzeň     | 2–3         | CSKA Sofia           | 2–0     | 0–3 (s.h.p.) |
| Paços de Ferreira  | 1–3         | Tottenham Hotspur    | 1–0     | 0–3          |
| Rennes             | 5–1         | Rosenborg            | 2–0     | 3–1          |
| Anderlecht         | 4–5         | Vitesse              | 3–3     | 1–2          |
| LASK               | 3–1         | St Johnstone         | 1–1     | 2–0          |
| Shakhter Karagandy | 1–4         | Maccabi Tel Aviv     | 1–2     | 0–2          |
| PAOK               | 3–1         | Rijeka               | 1–1     | 2–0          |
| KuPS               | 0–4         | Union Berlin         | 0–4     | 0–0          |
| Feyenoord          | 6–3         | IF Elfsborg          | 5–0     | 1–3          |
| Raków Częstochowa  | 1–3         | Gent                 | 1–0     | 0–3          |
| Sivasspor          | 1–7         | Copenhagen           | 1–2     | 0–5          |
| Santa Clara        | 2–3         | Partizan             | 2–1     | 0–2          |
| Trabzonspor        | 1–5         | Roma                 | 1–2     | 0–3          |
| Hapoel Be'er Sheva | 1–3         | Anorthosis Famagusta | 0–0     | 1–3          |
| Jablonec           | 8–1         | Žilina               | 5–1     | 3–0          |